# What Was I Made For?
«What Was I Made For?» (укр. Для чого я була створена?) — пісня американської співачки Біллі Айліш. Її було видано на лейблах Atlantic, Darkroom і Interscope Records 13 липня 2023 року як п'ятий сингл із саундтреку до комедії 2023 року «Барбі». «What Was I Made For?» стала комерційно успішною у всьому світі, посіла перше місце в чартах Австралії, Ірландії, Швейцарії та Великої Британії, досягнувши 14 місця в Billboard Hot 100 у Сполучених Штатах. Пісня отримала п'ять номінацій на 66-й щорічній церемонії вручення премії «Греммі», включаючи «Запис року», а також перемогла у номінаціях «Пісня року» та «Найкраща пісня, написана для візуальних медіа».

## Випуск
В інтерв'ю Time на початку липня 2023 року Марк Ронсон, музичний продюсер альбому Barbie the Album, оголосив, що в саундтреку буде більше несподіваних гостей, ніж було відомо на той час. Він описав нового «гостя» як артиста, що «має дуже особистий, своєрідний зв'язок із Барбі». Однак він проігнорував питання, чи це буде Біллі Айліш. Раніше Айліш натякнула на можливу появу у фільмі, коли 27 червня опублікувала фотографію неонової вивіски Барбі у своєму інстаграмі.
6 липня 2023 року Айліш оголосила про сингл у своїх соціальних мережах, зауваживши, що пісня «означає для неї абсолютний» світ. Співачка сподівалася, що трек «змінить життя» і закликала шанувальників «готуватися ридати». Фрагмент синглу з'явився в трейлері фільму 10 липня 2023 року. Айліш також оприлюднила сингл і музичне відео в твіттері 12 липня. Пісня вийшла наступного дня, 13 липня. У самому фільмі про Барбі, прем'єра якого відбулася того ж місяця, пісня звучить під час сцени, де Барбі зустрічає свою винахідницю Рут Хендлер.
Для створення пісні Айліш знову об'єдналася зі своїм братом і давнім партнером Фіннеасом О'Коннелом. Процес написання пісні почався з того, що режисер Грета Гервіг показала Айліш і О'Коннеллу чорнову версію фільму на студії Warner Bros. В інтерв'ю Billboard Айліш заявила, що сингл був першою піснею, яку вони з О'Коннеллом написали після тривалої творчої кризи.
Пісня отримала загальне визнання критиків, багато з яких назвали її однією з найкращих пісень 2023 року. На сайті Stereogum Том Брейхан зазначив метафори в тексті, які нагадують сюжет «Барбі», і порівняв пісню з «Happier Than Ever», але поскаржився, що «здається, що вона розвивається до грандіозного, катарсисного фіналу, але цей фінал так і не настає». Джон Мендельсон з American Songwriter назвав приспів «меланхолійним, але сповненим надії». Уолден Грін з The Fader сприйняв пісню як «хитрий натяк на попзірок, створених для прибутку звукозаписних компаній».
Музичне відео на пісню «What Was I Made For?» вийшло разом із синглом 13 липня 2023 року. Відео, режисером якого стала сама Біллі Айліш, було знято одним дублем. В ньому показано Айліш у жовтій сукні (колір Стереотипної Барбі в кінці фільму) і білявій перуці з чубчиком і високим хвостом, схожим на зачіску оригінальної Барбі 1959 року. Айліш сидить за шкільною партою в порожньому монохромному просторі. З футляра на тему Барбі вона виймає та розглядає ляльковий одяг, схожий на одяг, який Айліш носила публічно в минулому. Під час виконання пісні короткочасний землетрус, сильний вітер і дощ загрожують зруйнувати її зусилля. Коли дощ закінчується, Айліш швидко запихає ляльковий одяг назад у їхній футляр і йде геть, взявши футляр з собою. Незабаром після закінчення пісні Айліш ненадовго повертається, щоб забрати забуті аксесуари, перш ніж знову вийти. В журналі W, Меттью Веласко інтерпретував музичне відео як «спосіб Айліш сказати нам, що вона покінчила зі своїм фірмовим мішкуватим виглядом» і що «це виглядає як початок нової ери для Айліш».